# Lamman Rucker
Lamman Rucker, född den 6 oktober 1971, är en amerikansk skådespelare. Hans genombrott kom 2002 då han spelade rollen som advokaten Marshall Travers på CBS såpopera As the World Turns. 

## Filmografi
- Why Did I Get Married Too? (2010) - Sheriff Troy Jackson
- N-Secure (2009) - Isaac Roberts
- The Greatest Song (2009) - Trent Major
- Ball Don't Lie (2008) - Trey
- Tyler Perry's Meet the Browns (2008) - Will Brown
- Tyler Perry's Why Did I Get Married? (2007)  - Sheriff Troy Jackson
- I'm Through with White Girls (The Inevitable Undoing of Jay Brooks) (2007) - Drake Moore
- Let's Talk (2006) - Maurice
- Brown Sugar (2002) - Extra

## Medverkan i TV
- Single Ladies (2011)
- Tyler Perry's Meet the Browns (2009–) - Dr. Will Brown
- Tyler Perry's House of Payne (2007) - Dr. Will Brown
- Half & Half (2005–2006) - Chase
- All My Children (2005) - Garret Williams
- All of Us (2004) - Rick Harris
- As the World Turns (2002–2003) - T. Marshall Travers
- Temptations (TV-serie) (1998)- Jimmy Ruffin